# Suchodaniec
Suchodaniec (dodatkowa nazwa w j. niem. Sucho-Danietz, od 1934 roku Trockenfeld) – wieś w Polsce położona w województwie opolskim, w powiecie strzeleckim, w gminie Izbicko.
Od 1950 roku miejscowość administracyjnie należy do województwa opolskiego.